# Мари Хеијерманс
Мари Хеијерманс (хол. Marie Heijermans; Ротердам, 14. октобар 1859 — Амстердам, 1937) била је холандска сликарка.

## Биографија
Хеијерманс је рођена 14. октобра 1859. у Ротердаму, Холандија. Међу њеним десеторо браће и сестара били су васпитачица Ида Хајерманс, писац Херман Хајерманс и лекар Луис Хајерманс.
Студирала је на Koninklijke Academie van Beeldende Kunsten ( Краљевска академија уметности, Хаг) и Academie voor Beeldende Kunsten Academy, висошколској институцији визуелних уметности у Ротердаму. Један од њених учитеља био је Јан Филип Колман. Такође је студирала са Ернестом Бланк-Гарином у Бриселу. Била је чланица Cercle des Femmes Peintres, удружења жена уметница. Сал Меијер је био њен ученик.
Док је била у Бриселу, Хеијерманс је постигла успех на Париском салону. Касније је насликала Victime de la misère на којој је приказана гола жена, обучени мушкарац и столица на којој је постављена новчаница. Слику је цензурисао белгијски краљ и уклоњена је са изложбе. Скандал је резултирао превременим окончањем њеног трогодишњег гранта за рад додељеног од белгијске краљице. Слику је крајем 1920-их откупио Музеј Стеделијк, где је изазвала нови скандал будући да је откупљена новцем пореских обвезника. Уклоњено је из изложбеног простора.
Године 1899. удала се за новинара Јустуса Јоханеса де Роодеа (1865 - 1945). Пар је живео у Амстердаму. Хеијерманс је била члан Социјалдемократске радничке партије (Холандија) и била је заинтересована да представља уметност људима. Била је члан одбора Kunst aan het Volk. Године 1919. Stedelijk Museum Amsterda одржао је ретроспективу њеног рада.
Од 1920. до 1926. Хајерманс је живела у Женеви са супругом, који је тада радио за Међународну организацију рада.
Хајерманс је умрла 26. октобра 1937. у Амстердаму.
Током 1993. Vakbondsmuseum (Музеј синдиката) у Амстердаму одржала је изложбу рада Een vergeten vrouw. De kunstenares Marie de Roode-Heijermans, укључивши контроверзну слику Victime de la misère.
- Постер за Стеделијк музеј 1919.
- Мари Хеиерманс - Victime de la misère